# アイザック・ドーマン
アイザック・ドーマン（アイザック・ドウマン、Isaac Dooman、1857年 - 1931年）は、明治時代に米国聖公会から日本に派遣されたアメリカ人宣教師、教育者。奈良英和学校や東京三一神学校（現・聖公会神学院）で教授を務めたほか、未開拓の地で教育、伝道活動を進め、新天地の開拓を行った。

## 人物・経歴
1857年、アルメニア人として中東ペルシャに生まれる。
1884年、27歳の時にアメリカに渡り、アメリカで帰化する。
4年間、ニューヨーク神学院で学び、1888年（明治21年）に卒業すると、同年、米国聖公会海外伝道本部から日本伝道の宣教師に任命され、夫人とともに来日する。同年3月に聖公会の奈良英和学校に赴任する。当時の教え子には米田庄太郎（後の京都帝国大学教授）がいた。
1891年（明治24年）、東京築地の東京三一神学校（現・聖公会神学院）の比較宗教学講師として嘱託され東京へ赴任する。その際、弟子の米田庄太郎も上京し、ドーマンの助手を務めた。
その後、群馬県前橋市に赴任し、J. アンブラー（J.Ambler）の後任として前橋聖公堂（現・前橋聖マッテア教会）で司牧し、1897年（明治30年）には前橋市に英語夜学校（前橋聖マッテア教会英語夜学校の前身校）を開設する。
1894年（明治27年）には和歌山聖救主教会で司牧しており、稲垣陽一郎（後の聖公会神学院校長、日本聖公会司祭）に洗礼をさずけた。
そのほか、ドーマンは1923年（大正12年）まで日本で伝道活動を続けるが、先述の奈良や和歌山に加えて未開拓であった川越、金沢などの新天地も開拓するなど、35年間に渡って教育と伝道活動に尽力した。